# Нёйи-ле-Реаль
Нёйи́-ле-Реа́ль (фр. Neuilly-le-Réal) — коммуна во Франции, находится в регионе Овернь. Департамент коммуны — Алье. Административный центр кантона Нёйи-ле-Реаль. Округ коммуны — Мулен.
Код INSEE коммуны — 03197.

## Население
Население коммуны на 2008 год составляло 1362 человека.
| 1962 | 1968 | 1975 | 1982 | 1990 | 1999 | 2008 |
| ---- | ---- | ---- | ---- | ---- | ---- | ---- |
| 1156 | 1205 | 1084 | 1201 | 1287 | 1303 | 1362 |

## Экономика
В 2007 году среди 852 человека в трудоспособном возрасте (15—64 лет) 657 были экономически активными, 195 — неактивными (показатель активности — 77,1 %, в 1999 году было 71,6 %). Из 657 активных работали 612 человек (319 мужчин и 293 женщины), безработных было 45 (13 мужчин и 32 женщины). Среди 195 неактивных 53 человека были учениками или студентами, 101 — пенсионерами, 41 были неактивными по другим причинам.